# Lindsay Agnew
Pour les articles homonymes, voir Agnew.
Lindsay Elizabeth Agnew, née le 31 mars 1995, est une joueuse canadienne de soccer. Elle évolue au poste d'attaquante en faveur de l'équipe du Canada féminine de soccer et le KIF Örebro DFF dans le Championnat de Suède féminin de football (Damallsvenskan).

## Jeunesse
Native de Kingston, en Ontario, Lindsay Agnew commence à jouer au soccer à l'âge de quatre ans. En 2001, sa famille déménage à Syracuse, dans l'État de New York, puis à Columbus, dans l'Ohio, en 2006. Elle fréquente la Dublin Jerome High School à Dublin, dans l'Ohio, où elle joue au sein de l'équipe de soccer universitaire pendant ses quatre années au lycée. Elle joue également au basket. Après avoir aidé l'équipe à atteindre les finales nationales au cours de son année junior, Lindsay Agnew se voit nommée au sein de la première équipe d'All-Ohio et au sein de la seconde équipe d'ESPNHS All-American.
Lindsay Agnew joue au soccer dans le club d'Ohio Premier pendant cinq ans, et aide l'équipe à remporter le championnat national des moins de 18 ans ECNL en 2013.

### Université
Lindsay Agnew joue ensuite au soccer universitaire à l'Université d'État de l'Ohio, de 2013 à 2016.

## Carrière en club

### Spirit de Washington
Lindsay Agnew est sélectionnée par les Spirit de Washington comme le 19e choix de la 2017 NWSL College Draft. Elle effectue huit apparitions lors de sa première saison professionnelle.

### Dash de Houston
En janvier 2018, Lindsay Agnew est prêtée aux Dash de Houston, en échange du troisième choix de la 2018 NWSL College Draft.

## Carrière internationale
Lindsay Agnew est appelée pour la première fois en équipe senior du Canada en janvier 2017. Le 25 mai 2019, elle est retenue pour participer à la Coupe du monde 2019 organisée en France.

## Vie privée
Son père, Gary Agnew, est entraîneur de hockey sur glace,.